# 1507

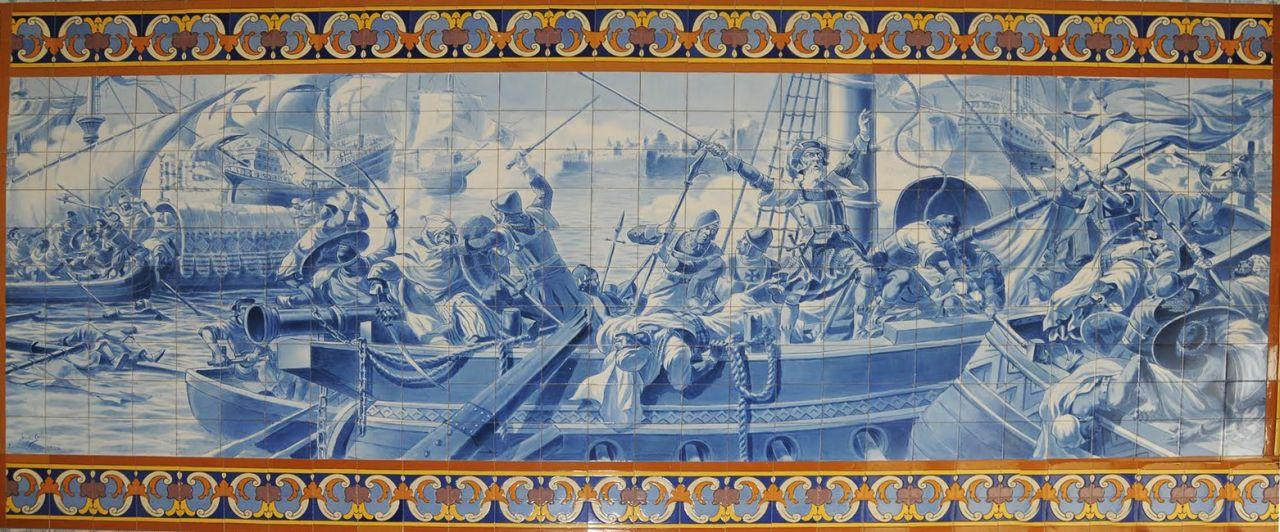
De inname van Hormuz

Het jaar 1507 is het 7e jaar in de 16e eeuw volgens de christelijke jaartelling.

## Gebeurtenissen
- 9 februari - Diogo Fernandes Pereira ontdekt de eilanden Réunion, Mauritius en Rodrigues.
- 18 maart - Margaretha van Oostenrijk wordt landvoogdes van de Nederlanden.
- 3 april - Maarten Luther ontvangt het sacrament van de priesterwijding.
- 25 april - De Cosmographiae Introductio van Matthias Ringmann wordt gepubliceerd samen met de kaart Universalis Cosmographia van Martin Waldseemüller De tekst bevat de eerste vermelding van het continent Amerika.
- 5 juli - Margaretha van Oostenrijk doet haar Blijde Intrede te Mechelen.
- 19 september - Gedurende een veldtocht in Brabant neemt Karel van Egmond, hertog van Gelre, de stad Tienen in. De stad en de omliggende dorpen worden uitgebreid geplunderd.
- september - Een eskader van Tristão da Cunha’s vloot neemt onder leiding van Afonso de Albuquerque het aan de ingang van de Perzische Golf gelegen Hormuz in.
- Oekraïense en Belarussische landeigenaren onder Mykhailo Hlynsky komen in opstand tegen Sigismund I van Polen.
- De Staten van de Opper-Palts komen voor het eerst bijeen.
- Johannes Ruysch publiceert de wereldkaart Universailor Cogniti Orbis Tabula Ex Recentibus Confecta Observationibus.
- De kathedraal van Chartres krijgt aan de noordzijde een tweede toren zodat het westfront nu twee torens rijk is.
- Tristão da Cunha verkent Madagaskar.
- oudst bekende vermelding: Nieuwendam.

## Beeldende kunst

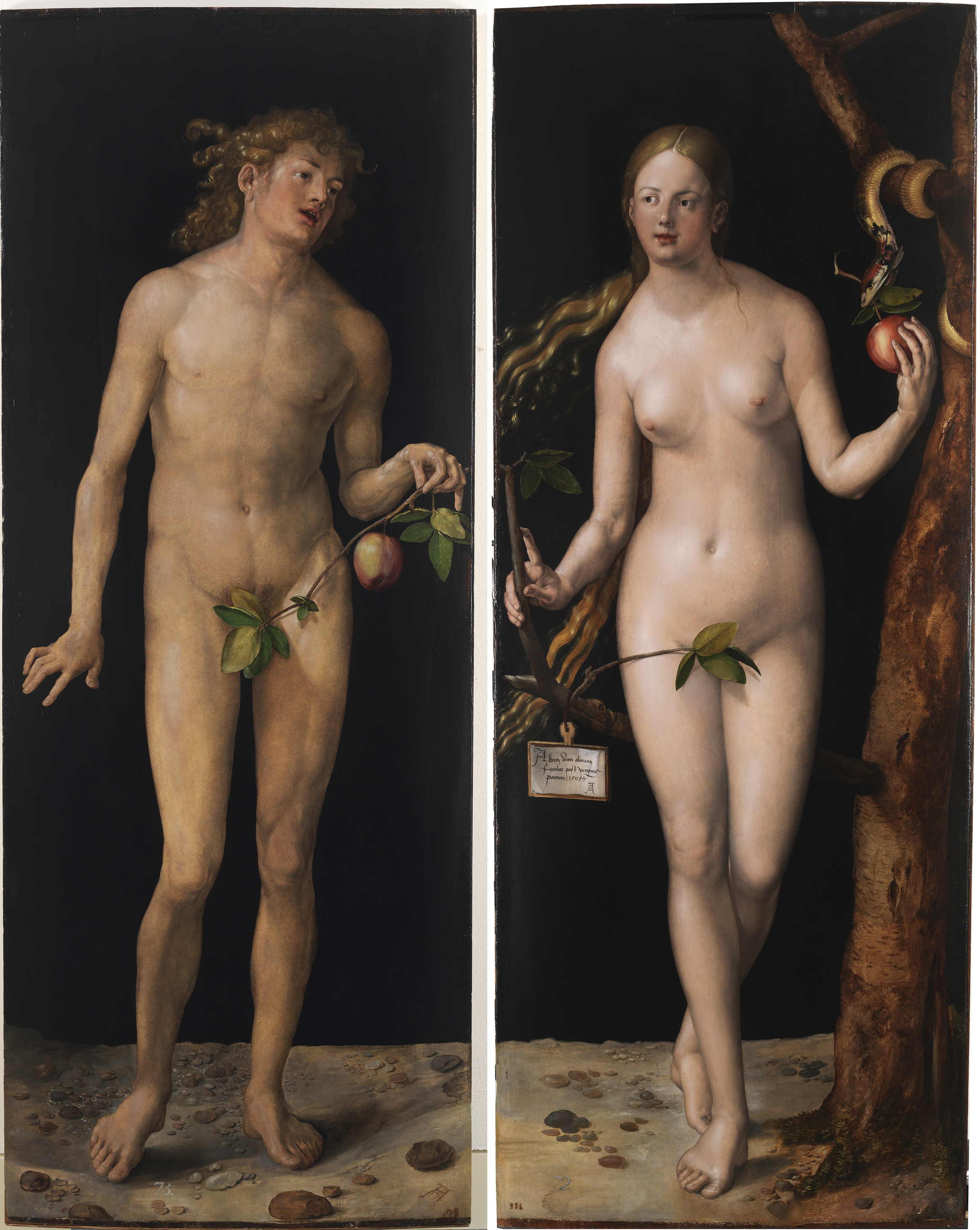
Albrecht Dürer: Adam en Eva
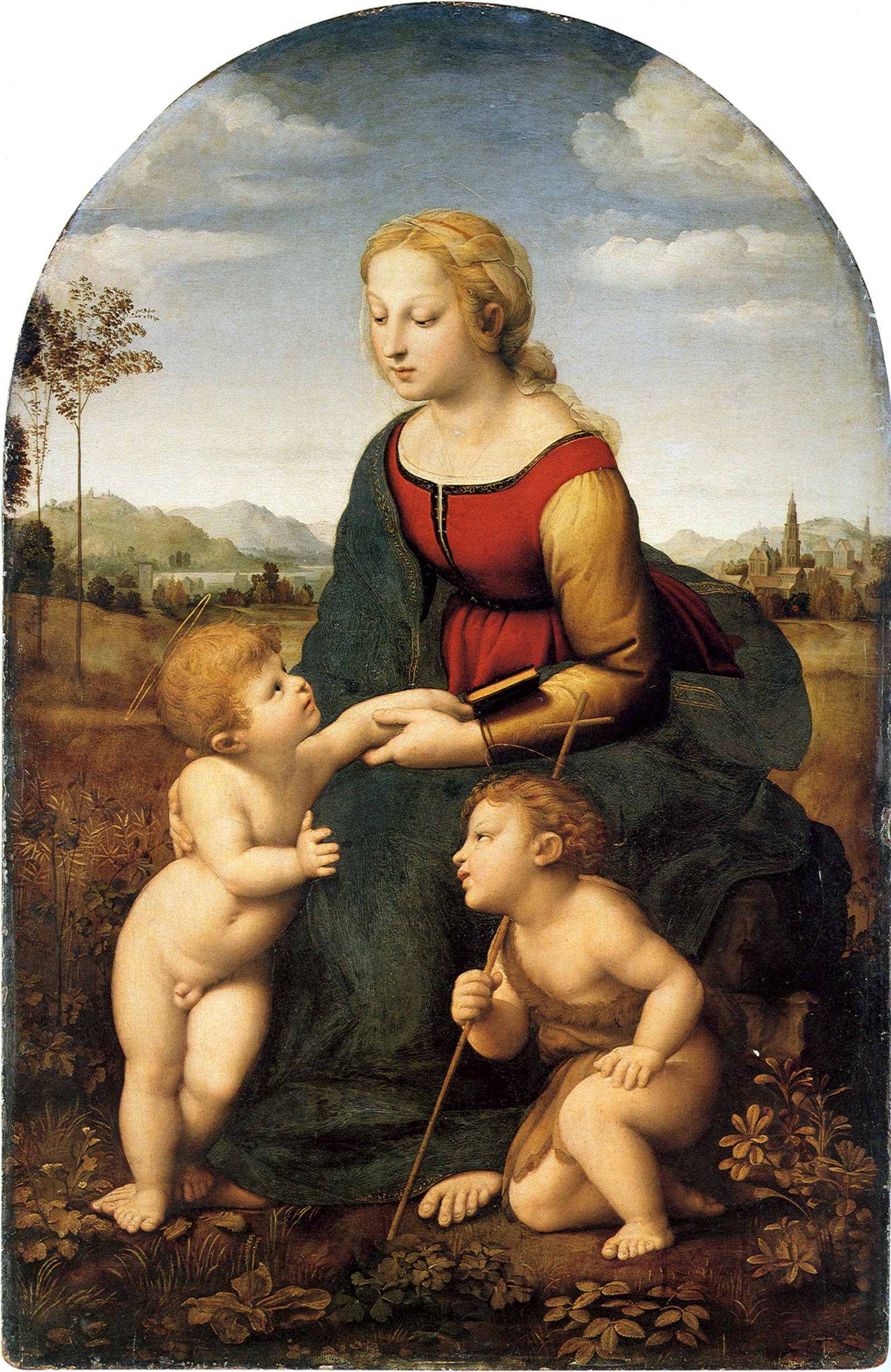
Rafaël: La belle jardinière
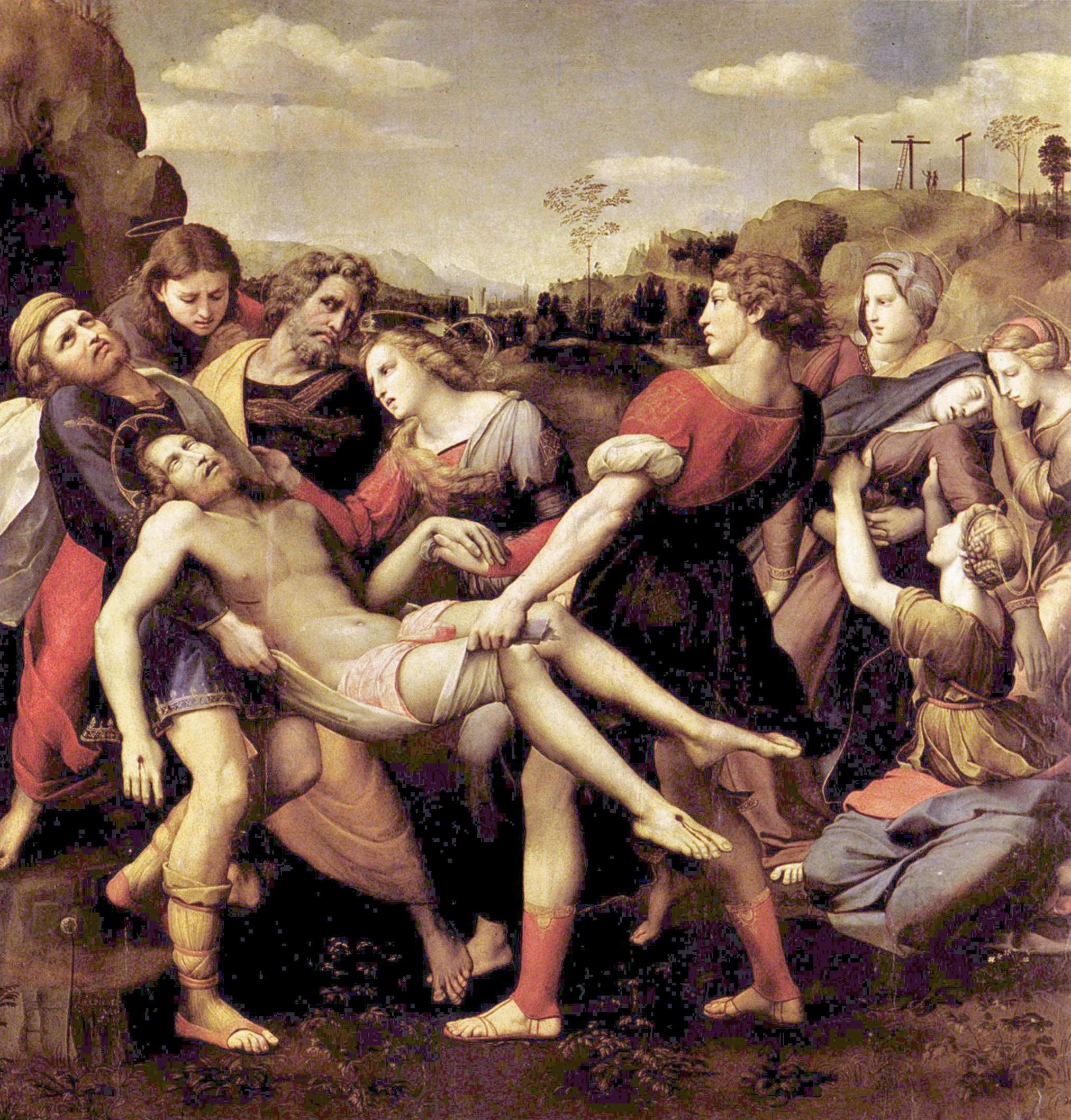
Rafaël: Kruisafneming
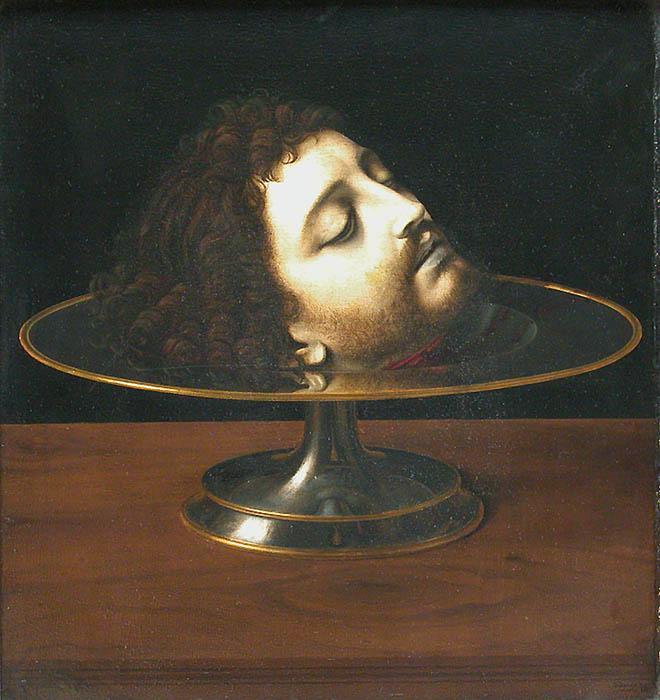
Andrea Solario: Het hoofd van Johannes de Doper
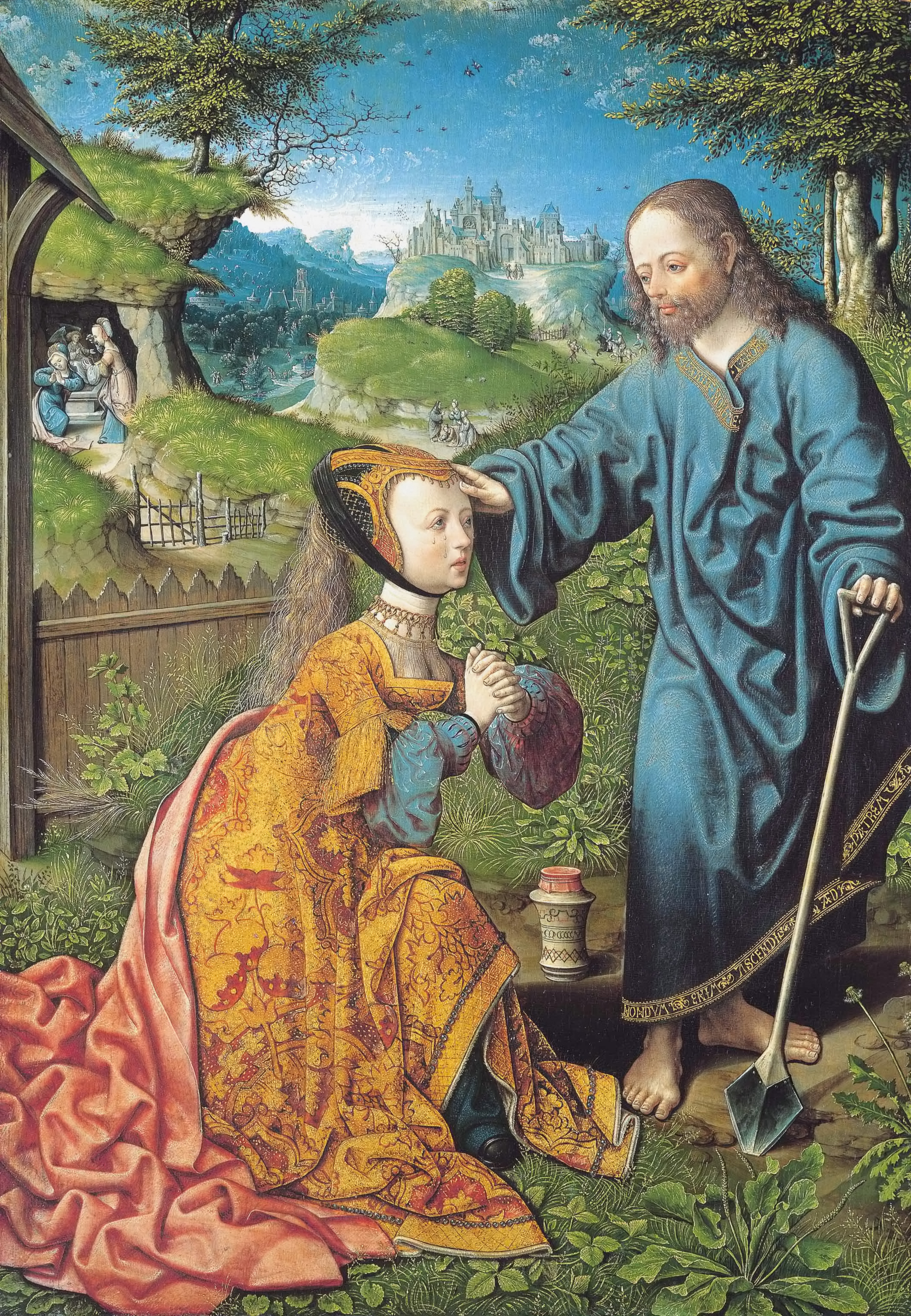
Jacob Cornelisz. van Oostsanen: Noli me tangere

## Opvolging
- Dominicanen (magister-generaal) - Jean Clérée als opvolger van Vincenzo Bandello
- Manipur - Senbi Kiyaamba opgevolgd door Koiremba
- Napels (onderkoning) - Gonzalo Fernández de Córdoba opgevolgd door Johan II van Ribagorça
- Nederlanden (landvoogd) - Willem van Chièvres opgevolgd door Margaretha van Oostenrijk als regentes
- Saksen-Lauenburg - Johan V opgevolgd door zijn zoon Magnus I
- Sicilië (onderkoning) - Juan de Lanuza y Garabito opgevolgd door Ramón Folch van Cardona

## Afbeeldingen

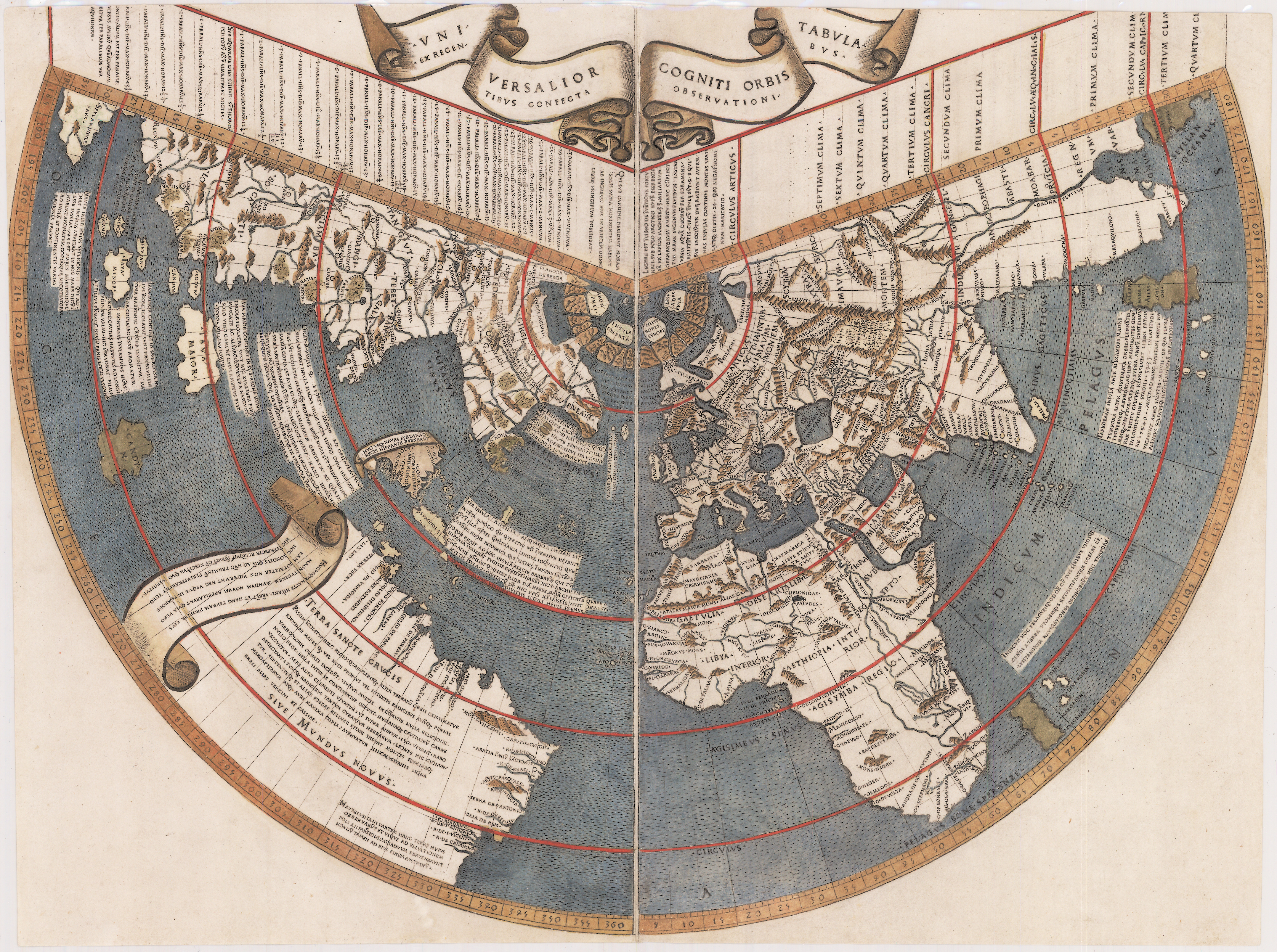
wereldkaart van Johannes Ruysch
De Universalis Cosmographia van Martin Waldseemüller
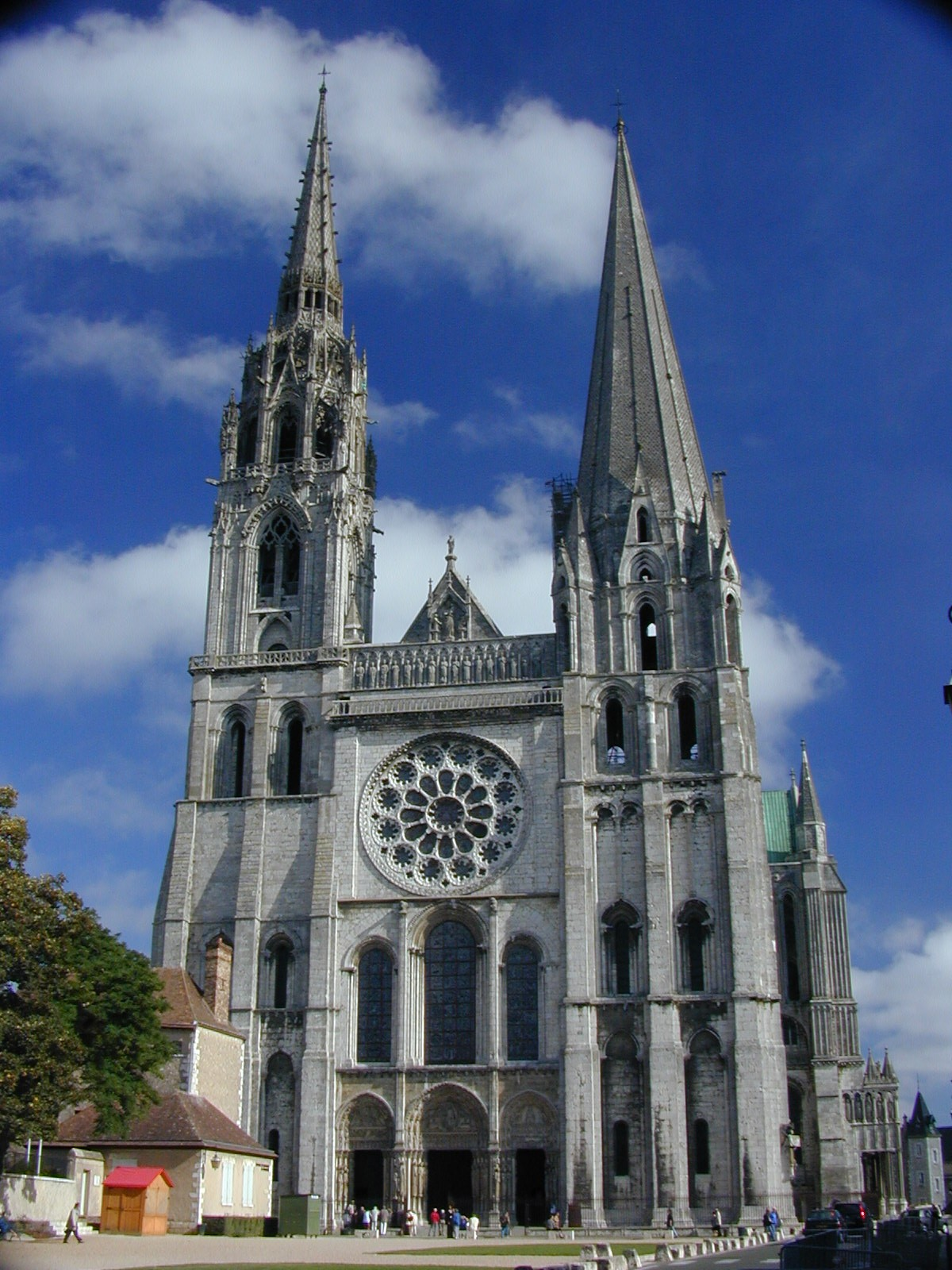
Kathedraal van Chartres

## Geboren
- 14 januari - Catharina van Oostenrijk, echtgenote van Johan III van Portugal
- 28 januari - Ferrante Gonzaga, Italiaans edelman en militair
- 7 maart - Magdalena van Saksen, echtgenote van Joachim II Hector van Brandenburg
- 18 april - Symon van der Does, Noord-Nederlands politicus
- 5 juni - Ferdinand van Guarda, Portugees prins
- 6 juni - Annibale Caro, Italiaans humanist
- 7 augustus - Hendrik XXXIV van Schwarzburg, Duits edelman
- 15 augustus - George III van Anhalt, Duits edelman
- 16 september - Jiajing, keizer van China (1521-1567)
- 27 september - Guillaume Rondelet, Frans natuuronderzoeker
- 1 oktober - Giacomo Barozzi da Vignola, Italiaans architect
- 19 oktober - Viglius, Noord-Nederlands staatsman
- 29 oktober - Fernando Álvarez de Toledo (Alva), Spaans legerleider en staatsman
- 25 november - Joos de Damhouder, Zuid-Nederlands jurist en staatsman
- 8 december - Maria van Stolberg-Wernigerode, Duits edelvrouw
- Altan Khan, Mongools leider
- Bálint Bakfark, Hongaars componist en luitist
- Anna Boleyn, echtgenote van Hendrik VIII (traditionele datum)
- Mikyö Dorje, Tibetaans geestelijk leider
- Simon Pelgrom, Zuid-Nederlands geschiedschrijver
- Henry Radclyffe, Engels edelman
- Clara van Renesse, Noord-Nederlands edelvouw
- Franciscus Sonnius, Zuid-Nederlands prelaat en theoloog
- Jacopo Strada, Italiaans geleerde en kunstenaar
- Giovanni Angelo Montorsoli, Florentijns beeldhouwer (jaartal bij benadering)
- Inés Suárez, Spaans conquistadora (jaartal bij benadering)
- Andries Vierlingh, Noord-Nederlands waterbouwkundige (jaartal bij benadering)

## Overleden
- 7 januari - Cosimo Rosselli (~67), Florentijns schilder
- 10 januari - Pietro Barozzi (~65), Venetiaans prelaat
- 12 maart - Cesare Borgia (31), Italiaans staatsman (gesneuveld)
- 16 maart - Balthasar (~55), hertog van Mecklenburg
- 20 maart - Thomas de Plaines, Bourgondisch staatsman
- 1 april - Sigismondo d'Este (73), Italiaans staatsman
- 2 april - Franciscus van Paola (~90), Napolitaans kloosterstichter
- 19 april - Ruprecht van Palts-Simmern (45), Duits prelaat
- 29 juli - Martin Behaim (47), Duits cartograaf
- 15 augustus - Johan V van Saksen-Lauenburg (68), Duits edelman
- 23 augustus - Jean Molinet (~72), Zuid-Nederlands kroniekschrijver en dichter
- 24 augustus - Cecilia van York (38), Engels prinses
- 25 augustus - Petrus Dorlandus (~53), Noord-Nederlands geestelijke
- 1 september - Girolamo Basso della Rovere (~73), Italiaans kardinaal
- 10 september - Marie van Oss, Zuid-Nederlands abdis
- 10 november - Maarten II Adornes (57), Zuid-Nederlands monnik
- Gentile Bellini (~78), Venetiaans schilder
- Margaretha van Borselen (~35), Noord-Nederlands edelvrouw
- Elisabeth van Brandenburg (~33)
- Gtsang-smyon he-ru-ka rus-pa'i-rgyan-can (~55), Tibetaans biograaf
- Joost van Hoya, Duits edelman
- Petrus Montanus (~39), Noord-Nederlands humanist
- Bernardo Navagero, Venetiaans politicus en diplomaat
- Ruprecht van Palts-Simmern (~46), Duits edelman